# Dinocroc vs. Supergator
Dinocroc vs. Supergator ist ein amerikanischer Tierhorrorfilm aus dem Jahr 2010. Der Film erschien in Deutschland erstmals am 10. Februar 2011.

## Handlung
Aus einem Forschungslabor brechen ein mit Wachstumpräparaten behandeltes Krokodil und ein Alligator aus. Die beiden Riesentiere verstecken sich im Dschungel der Insel und beginnen Menschen zu fressen. Nachdem auch eine paramilitärische Einheit, die zur Bekämpfung losgeschickt wurde, von den Monstern gefressen wurde, engagiert die Firma, die das Labor betreibt, einen Großwildjäger, der auf Krokodile spezialisiert ist. Als sich zeigt, dass die Ungeheuer nicht zu besiegen sind, werden sie an einem Ort zusammengetrieben, um sich gegenseitig zu töten.

## Kritiken
„Für Freunde von Tierhorror durchaus ansehbar. Im Großen und Ganzen aber eher schwach.“

## Hintergrund
Dinocroc vs. Supergator ist ein Crossover aus den Filmen DinoCroc und Supergator – Das Killerkrokodil.